# Dendrobates auratus
Dendrobates auratus, é um membro brilhantemente colorida da ordem Anura nativa da América Central e partes do noroeste da América do Sul. Esta espécie também foi introduzido para o Havaí. É um dos mais variáveis de todos os sapos venenosos, ao lado de Dendrobates tinctorius e algumas do gênero Oophaga. É considerado como sendo de menos interesse do ponto de vista da conservação pela União Internacional para Conservação da Natureza (IUCN)